# Aiguèze
Aiguèze is een gemeente in het Franse departement Gard (regio Occitanie). De plaats maakt deel uit van het arrondissement Nîmes. Aiguèze is lid van Les Plus Beaux Villages de France. De gemeente telde 212 inwoners op 1 januari 2022.

## Geografie
De oppervlakte van Aiguèze bedroeg op 1 januari 2022 20,03 vierkante kilometer; de bevolkingsdichtheid was toen 10,6 inwoners per km².

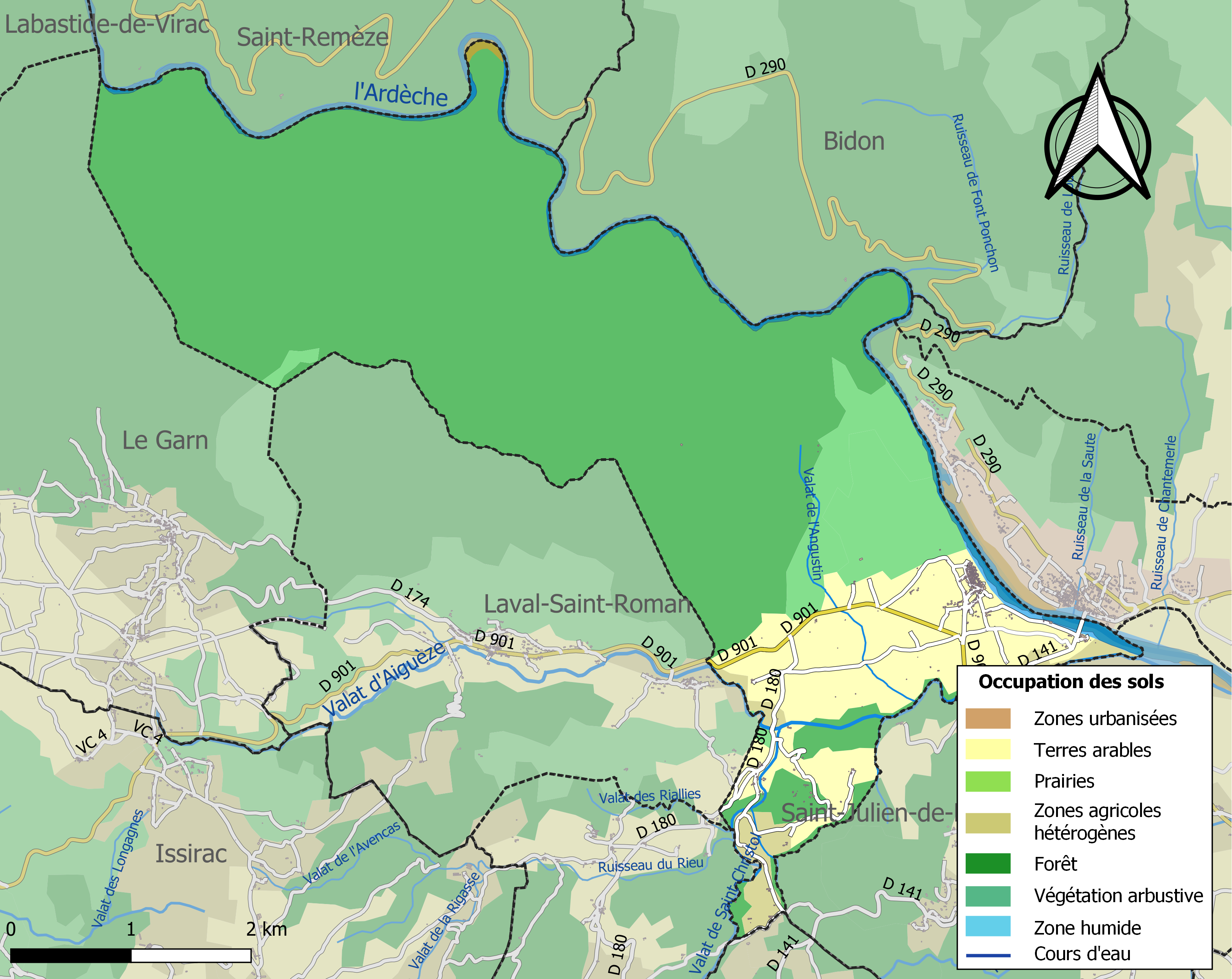
Kaart van de gemeente met de belangrijkste infrastructuur, bodemgebruik en omliggende gemeenten

## Demografie
Onderstaande figuur toont het verloop van het inwonertal (bron: INSEE-tellingen).